# Programa de Nacions Unides per als Assentaments Humans
El Programa de Nacions Unides per als Assentaments Humans (ONU-HABITAT) és una agència de les Nacions Unides, amb seu a Nairobi (Kenya), que té com a objectiu promoure ciutats i pobles socialment i ecològicament sostenibles.
L'agència va néixer el 1978, després de la conferència Hàbitat I, celebrada a Vancouver, al Canadà, el 1976. Entre la seva creació i el 1997 l'agència va disposar de pocs mitjans i els seus objectius no van estar molt clars, però, l'agència va intentar millorar les condicions de vida a les ciutats, especialment, de països en vies de desenvolupament. El mandat de l'ONU-Hàbitat deriva de l'Agenda Hàbitat, aprovada per la Conferència de les Nacions Unides sobre Assentaments Humans (Hàbitat II) a Istanbul, Turquia, el 1996. En el període entre els anys 1997 i 2002 l'agència va viure una notable revitalització.
Del 2005 al 2010 la seva directora executiva va ser la tanzana Anna Kajumulo Tibaijuka. L'octubre de 2010, li succeeix en el lloc, qui va ser l'alcalde de Barcelona, Joan Clos. Des del gener de 2018 la malaia Maimunah Mohd Sharif, és qui ocupa el càrrec.